# Tenagodus obtusus
Tenagodus obtusus é uma espécie de molusco pertencente à família Siliquariidae.
A autoridade científica da espécie é Schumacher, tendo sido descrita no ano de 1817.
Trata-se de uma espécie presente no território português, incluindo a zona económica exclusiva.